# Alfred Capus

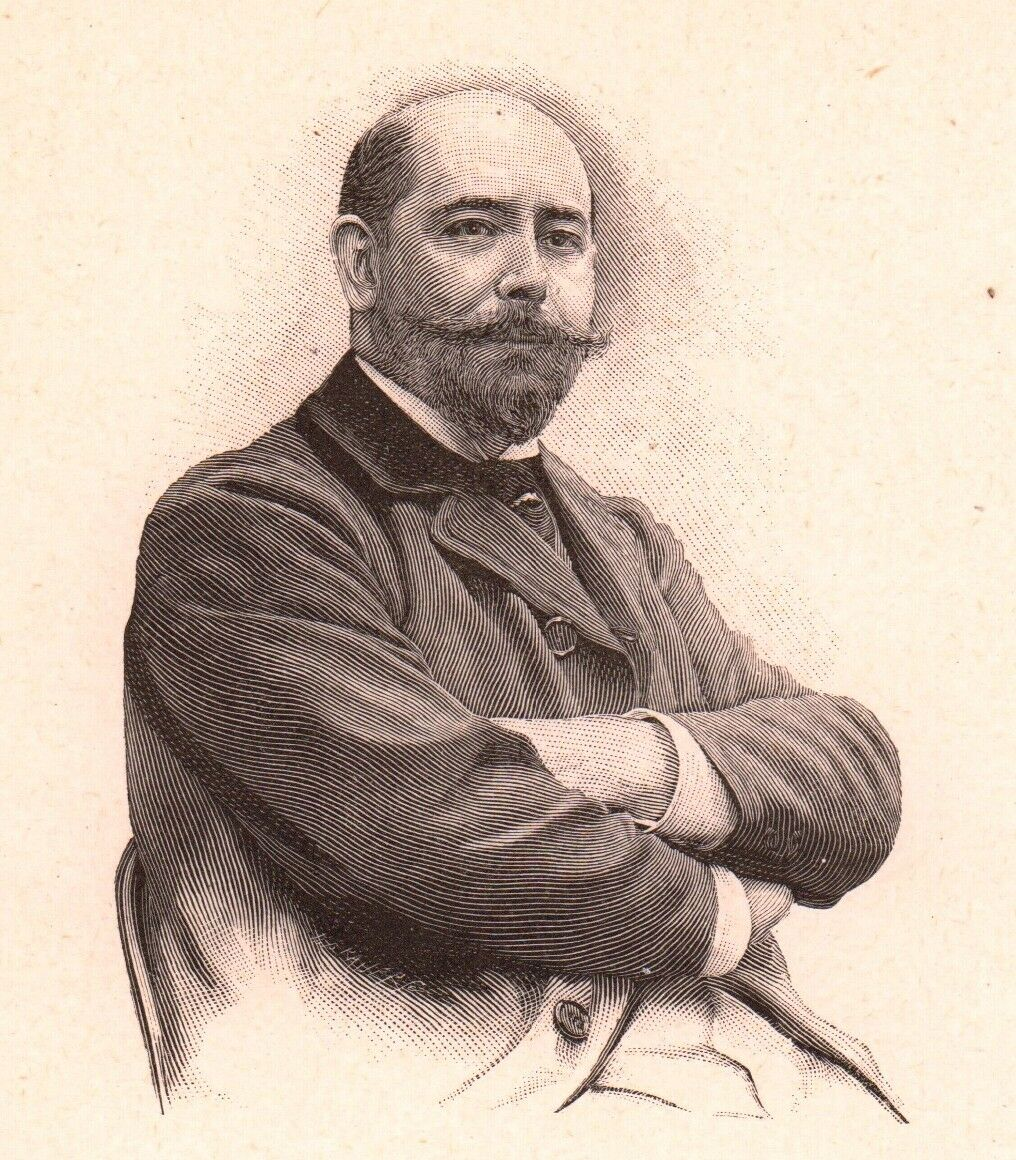
Alfred Capus

Alfred Capus (Aix-en-Provence, 25 novembre 1858 – Neuilly, 1º novembre 1922) è stato un giornalista, scrittore, commediografo e drammaturgo francese.

## Biografia

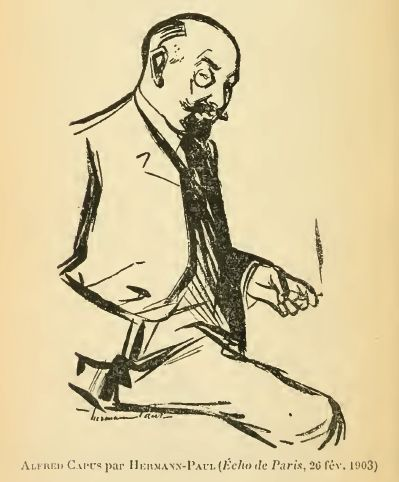
Alfred Capus, caricatura di Hermann-Paul, 1903

Figlio di un avvocato marsigliese, Alfred Capus seguì gli studi superiori presso Tolone.
Dopo aver seguito i corsi alla École polytechnique, frequentò la École nationale supérieure des mines parigina e dal 1916 entrò all'Académie française.
Ben presto abbandonò l'attività di ingegnere attirato dal giornalismo ed il suo primo articolo risentì della sua formazione scientifica, visto che si trattò del necrologio di Darwin.
Continuò la sua carriera sulla stampa alternando articoli scientifici e politici a servizi intrisi di fantasia e di caratteri narrativi, rispettivamente su Le Gaulois, su L'Écho de Paris, su L'Illustration oltre che sul prestigioso Le Figaro, sotto lo pseudonimo di «Graindorge».
Successivamente, la maggior parte del tempo Capus la dedicò dapprima alla narrativa e poi al teatro, due delle sue grandi passioni.
Infatti dopo la pubblicazione di alcuni romanzi, quali Qui perd gagne (1890), Faux départs (1891), Années d'aventures (1885), basati sulla tematica della libertà esistenziale, influenzata dalle opere di Ibsen, già nel 1895 esordì nel teatro con Brignol et sa fille, dove collezionò una serie di ottimi successi grazie anche alla collaborazione con l'attore Lucien Guitry. Le sue opere teatrali si caratterizzarono per una profonda osservazione della realtà.
Nonostante tutti questi impegni, Capus non abbandonò del tutto la sua attività giornalistica, anzi dopo la morte di Gaston Calmette, avvenuta nel 1914, divenne redattore, ed in seguito direttore del Figaro. Si distinse per una linea redazionale incentrata al patriottismo durante la prima guerra mondiale.
Assunse la presidenza della Société des gens de lettres, e ricevette riconoscimenti come quello della Légion d'honneur.

## Opere
Teatro
- Brignol et sa fille (1895)
- La Veine (1900)
- La bourse ou la vie (1900)
- Les Deux écoles (1902)
- La Châtelaine (per Lucien Guitry)

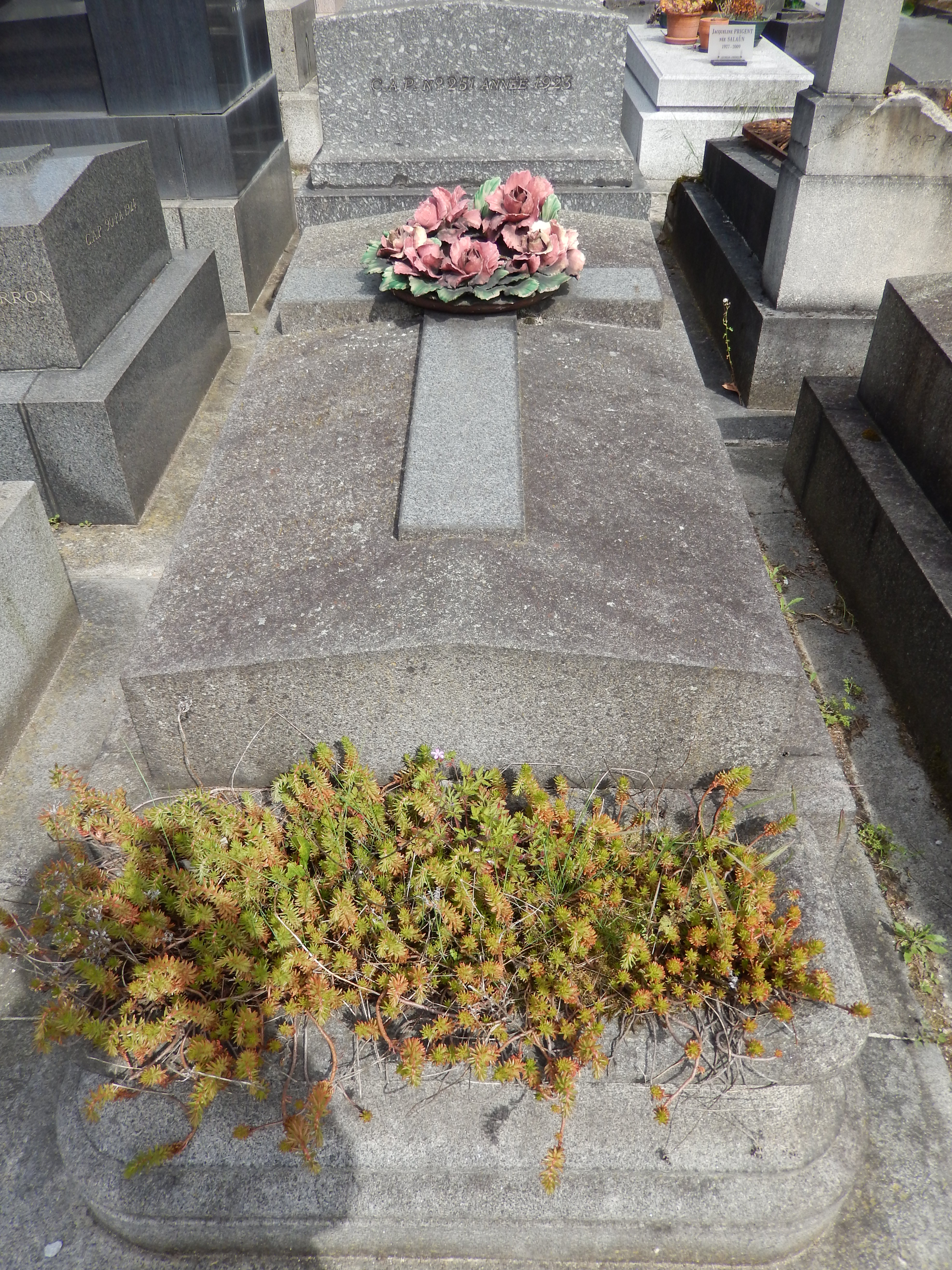
La tomba di Alfred Capus (cimitero di Père-Lachaise, divisione 93)

- Notre jeunesse (inscenato dalla Comédie-Française nel 1904)
- L'adversaire (1904)
- Monsieur Piégeois (1905)
- Les Passagères (1906)
- Les Deux hommes (1908)
- L'Aventurier (1910)

Romanzi
- Qui perd gagne (1890)
- Faux départ (1891)
- Robinson (1910)